# Раде (Рендсбург)
Раде (нем. Rade) — община в Германии, в земле Шлезвиг-Гольштейн.
Входит в состав района Рендсбург-Экернфёрде. Подчиняется управлению Айдерканаль. Население составляет 226 человек (на 31 декабря 2010 года). Занимает площадь 6,52 км².

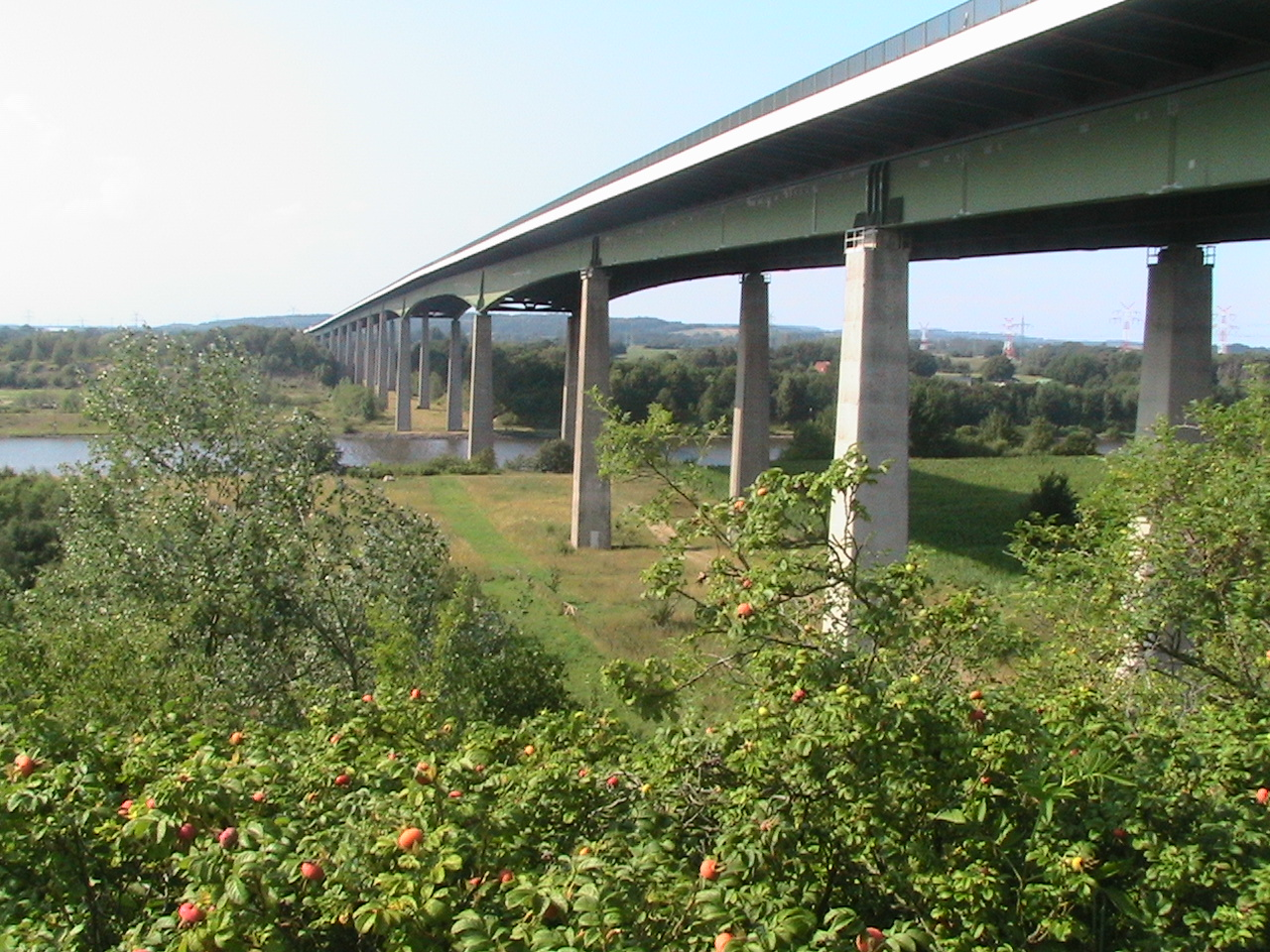
Мост